# Asmate ruscinonensis
Asmate ruscinonensis là một loài bướm đêm trong họ Geometridae.